# Иполит Физо
Арман Иполит Луи Физо (на френски: Armand Hippolyte Louis Fizeau) е френски физик, станал известен с измерването на скоростта на светлината в едноименния опит на Физо.

## Биография
Физо е роден в Париж, син на Луи и Беатрис Физо. През 1853 г. се жени за Терез Валетин дьо Жюсьо, дъщеря на известния ботаник Адриен дьо Жюсьо. Ранната работа на Физо е свързана с подобрения на фотографските процеси. След предложение на Франсоа Араго, Леон Фуко и Физо започват да си сътрудничат в поредица от проучвания на интерференцията на светлината и топлината. През 1848 г. той предсказва червеното отместване на електромагнитните вълни.
През 1849 г. Физо изчислява стойност за скоростта на светлината с по-голяма точност от предишната стойност, намерена от Оле Рьомер през 1676 г. Той използва лъч светлина, който се отразява от огледало, отдалечено на 8 km. Лъчът преминава през пролуките между зъбците на бързо въртящо се колело. Скоростта на колелото се увеличава, докато обратният светлинен лъч премине през следващата пролука.
Физо изчислява, че скоростта на светлината е 313 300 km/s, което е отклонение с 5% от правилната стойност днес – 299 792,458 km/s. Физо публикува първите резултати от метода си за определяне на скоростта на светлината през 1849 г. Той прави първото предположение през 1864 г., че скоростта на светлинния лъч би следвало да се използва като стандарт за дължина.
Физо участва в откриването на Доплеровия ефект, който на френски носи наименованието ефект на Доплер-Физо.
През 1853 г. Физо описва употребата на кондензатора като начин да се повиши ефективността на индукционната намотка. По-късно той изучава топлинното разширение на твърдите тела и прилага феномена към интерференцията на светлината, за да измерва разширението на кристалите. Става член на Френската академия на науките през 1860 г., чуждестранен член на Британското кралско научно дружество през 1875 г. и член на Бюрото на дължините през 1878 г. Носител е на медал Рамфорд от 1866 г.
Умира на 18 септември 1896 г. във Вантьой, Жуар.
Физо е едно от 72-те изписани имена върху Айфеловата кула, като към момента на откриването на кулата на Световното изложение през 1889 г. той е единственият жив човек от 72-мата изписани. Кратерът Физо върху тъмната страна на Луната е наречен в негова чест.